# シーニックブラスト
シーニックブラスト (Scenic Blast) はオーストラリアで生産された競走馬である。おもな勝ち鞍にライトニングステークス、ニューマーケットハンデキャップ、キングズスタンドステークスがある。

## 経歴

### 2006年/2007年シーズン
2007年2月にデビューし、初戦で勝利。しかしその後の2戦は2着どまりだった。

### 2007年/2008年シーズン
シーズン初戦となったハンデ戦とマクニールステークスを共に制し、その後2戦を消化してコーフィールドギニー、クールモアスタッドとG1レースに立て続けに臨むも、共にウィークエンドハスラーに完敗した。休養を挟みハイペリオンステークス3着の後、ハンデ戦を勝利した。

### 2008年/2009年シーズン
シーズン初戦を勝ち、メムジーステークスに出走したが11着と大敗する。ハンデ戦2着の後、ライトニングステークスを制しG1初勝利を挙げる。続くオークリープレートは5着に終わるも、ニューマーケットハンデキャップを制し、G12勝目を挙げる。その後イギリスに遠征し、キングススタンドステークスに出走、ゴール前で素早く抜け出して勝利した。しかし、続くジュライカップは10着と大敗した。

### 2009年/2010年シーズン
日本に遠征し、スプリンターズステークスに出走。出走馬中最高のレーティングであり、人気も3番人気となっていた。本競走で勝利すればグローバル・スプリント・チャレンジのシリーズ優勝が確定するところであったが、一方で初の右回りコースを不安視する声も見られた。レースでは中団をやや外目から追走するも、最終コーナーで躓いて大きくバランスを崩してしまい、直線に入っても手ごたえなく16着とシンガリ負けに終わった。その後、香港に遠征し香港スプリントに出走したが14着と大敗、グローバル・スプリント・チャレンジのシリーズ優勝も規定のポイントに届かず、逃してしまう結果となった。

### アメリカ移籍
明け6歳になり2010年6月27日のロバート・K・フランケルメモリアルハンデキャップに出走したが4着に終わる。8月1日のビングクロスビーブリーダーズカップハンデキャップでは惜しくも2着だった。続く8月28日のデルマーマイルハンデキャップ (G2) では5着、モーヴィックハンデキャップ (G3) とヴァノン・O・アンダーウッドステークスではともに3着だった。

### 2011年/2012年シーズン
シーズン初戦となったシュウェップスステークスに出走したが最下位の4着。パティナックファームクラシックでは3番手追走も残り300m過ぎで脚が上がって5着。コカコーラ・アマティルWFA2着の後、BTCカップに出走し2着、ドゥームベン10000は13着と大敗し、現役を引退した。

## 競走成績
| 出走日     | 競馬場           | 競走名               | 格   | 距離    | 着順 | 騎手           | 着差      | 1着（2着）馬       |
| ---------- | ---------------- | -------------------- | ---- | ------- | ---- | -------------- | --------- | ------------------ |
| 2007.02.24 | 豪アスコット     | スプレマシーS        | 準重 | 芝1100m | 1着  | J.ブラウン     | 2 1/2馬身 | (Baleen Magic)     |
| 2007.03.17 | 豪アスコット     | パースS              | 準重 | 芝1100m | 2着  | J.ブラウン     | 1馬身     | Universal Ruler    |
| 2007.03.31 | 豪アスコット     | カラカッタプレート   | G2   | 芝1200m | 2着  | J.ブラウン     | クビ      | Roman Time         |
| 2007.08.17 | 豪ベルモント     | 3歳H                 |      | 芝1000m | 1着  | J.ブラウン     | 2 1/2馬身 | (Magical Belle)    |
| 2007.09.01 | コーフィールド   | マクニールS          | G3   | 芝1200m | 1着  | J.ブラウン     | 3/4馬身   | (Pins on Parade)   |
| 2007.09.08 | フレミントン     | デインヒルS          | G3   | 芝1200m | 2着  | J.ブラウン     | 2馬身     | Tan Tat De Lago    |
| 2007.09.22 | コーフィールド   | ギニープレリュード   | G3   | 芝1400m | 6着  | J.ブラウン     | 4馬身     | Purrealist         |
| 2007.10.13 | コーフィールド   | コーフィールドギニー | G1   | 芝1600m | 2着  | S.カツシディス | 3馬身     | Weekend Hussler    |
| 2007.11.03 | フレミントン     | クールモアスタッドS  | G1   | 芝1200m | 3着  | D.オリヴァー   | 3馬身     | Weekend Hussler    |
| 2008.04.06 | 豪アスコット     | ハイペリオンS        | G3   | 芝1400m | 3着  | J.ブラウン     | 3馬身     | Marasco            |
| 2008.04.19 | 豪アスコット     | 3歳以上H             |      | 芝1200m | 1着  | J.ブラウン     | 1 3/4馬身 | (King Wally)       |
| 2008.08.16 | コーフィールド   | 4歳以上H             |      | 芝1200m | 1着  | J.ブラウン     | 1 3/4馬身 | (Gotta Have Heart) |
| 2008.08.30 | コーフィールド   | メムジーS            | G2   | 芝1400m | 11着 | D.オリヴァー   | 5馬身     | Weekend Hussler    |
| 2009.01.10 | 豪アスコット     | 3歳以上H             |      | 芝1000m | 2着  | J.ブラウン     | 4馬身     | Dante's Volonte    |
| 2009.01.31 | フレミントン     | ライトニングS        | G1   | 芝1000m | 1着  | S.アーノルド   | 4馬身     | (Typhoon Zed)      |
| 2009.02.21 | コーフィールド   | オークリープレート   | G1   | 芝1100m | 5着  | S.アーノルド   | 3馬身     | Swiss Ace          |
| 2009.03.07 | フレミントン     | ニューマーケットH    | G1   | 芝1200m | 1着  | S.アーノルド   | アタマ    | (Swiss Ace)        |
| 2009.06.16 | アスコット       | キングズスタンドS    | G1   | 芝5f    | 1着  | S.アーノルド   | 3/4馬身   | (Fleeting Spirit)  |
| 2009.07.10 | ニューマーケット | ジュライC            | G1   | 芝6f    | 10着 | S.アーノルド   | 7馬身     | Fleeting Spirit    |